# Drochia
Drochia je město v Moldavsku. Leží v povodí řeky Răut 170 km severozápadně od Kišiněva, jeho nadmořská výška je 226 metrů. Žije v něm přibližně 13 tisíc obyvatel, z toho 77 % tvoří Moldavané a 16 % Ukrajinci.
První písemná zmínka pochází z roku 1777. Název sídla je odvozen od dropa velkého, který je také vyobrazen v jeho znaku. K roku 1847 je doloženo místní vinařství a od roku 1889 existuje železniční stanice na trati Bălți–Ocnița. V roce 1930 zde bylo uvedeno 595 obyvatel. Za sovětské nadvlády se roku 1954 Drochia stala sídlem městského typu a vznikl v ní průmysl: cukrovar, mlékárna, tabákový závod a výrobna nábytku. Rostoucí počet obyvatel vedl 28. prosince 1973 k povýšení na město (Drochia se stala jubilejním dvoutisícím městem v Sovětském svazu). Po administrativní reformě v roce 2002 se stalo správním střediskem okresu Drochia.
V letech 1988 až 1995 byla z iniciativy místních obyvatel vybudována katedrála Nanebevzetí Panny Marie, kterou projektoval architekt Alexandru Țăranu a interiér vymaloval Petre Achițenie.
Nedaleko města se nachází přírodní park Poienița Însorită.